# Enrico Felicella
Enrico Felicella (Campobasso, 10 dicembre 1887 – Napoli, 12 aprile 1972) è stato un politico italiano.
Fu docente di lingue presso l'Università degli Studi di Napoli Federico II e deputato per la XXVIII, XXIX e la XXX legislatura del Regno d'Italia. Ebbe dieci figli con la moglie Emma Salvi, nipote del celebre architetto Nicola Salvi, cui si deve, tra l'altro, la Fontana di Trevi a Roma.
Dal 1928 al 1943 fu Presidente della Società Africana d'Italia, fondata a Napoli nel 1880 col nome di Club Africano. Di questa istituzione, pur se nata come altre in Europa per fornire  giustificazioni e motivazioni ideali all'espansionismo coloniale, Felicella ampliò con determinazione gli spazi e le attività culturali e formative, al punto da renderla un centro d'eccellenza nella vita intellettuale partenopea. In particolare favorì la sua collaborazione con l'Istituto Orientale (attuale Università degli Studi di Napoli “L'Orientale"),  che dal XVIII secolo è l'unico luogo di studi accademici in Italia dedicato all'Oriente e all'Africa. E proprio all'Orientale Felicella trasferì la vastissima biblioteca della Società, dedicata alla storia coloniale e da lui costruita negli anni grazie a una fitta rete di relazioni internazionali con scrittori, saggisti e periodisti di vari paesi.
Nel 1948 con l'entrata in vigore della Costituzione italiana fu nominato curatore presso la Mostra d'Oltremare di Napoli del padiglione Africano situato nel Cubo d'Oro.
Morì a Napoli nell'aprile del 1972.